# Большая Ивановка (Ленинградская область)
Больша́я Ива́новка — деревня в Гатчинском муниципальном округе Ленинградской области.

## История
На «Топографической карте окрестностей Санкт-Петербурга» Военно-топографического депо Главного штаба 1817 года обозначена как деревня Ивановское или Малая Таица из 7 дворов и при ней мыза Самарина.
Деревня Большая Ивановка из 7 дворов упоминается на «Топографической карте окрестностей Санкт-Петербурга» Ф. Ф. Шуберта 1831 года.

ИВАНОВКА — деревня принадлежит Квашнину-Самарину, титулярному советнику, число жителей по ревизии: 36 м. п., 34 ж. п. (1838 год)

ИВАНОВКА — деревня действительной статской советницы графини Зубовой, по почтовому тракту, число дворов — 5, число душ — 39 м. п. (1856 год)

Согласно «Топографической карте частей Санкт-Петербургской и Выборгской губерний» в 1860 году в деревне Большая Ивановка было 5 крестьянских дворов.

БОЛЬШАЯ ИВАНОВКА — деревня владельческая при колодце, число дворов — 4, число жителей: 12 м. п., 13 ж. п. (1862 год)

В 1872—1875 годах временнообязанные крестьяне деревни выкупили свои земельные наделы у графа П. А. Зубова и стали собственниками земли.
В 1879 году деревня Большая Ивановка насчитывала 5 дворов.

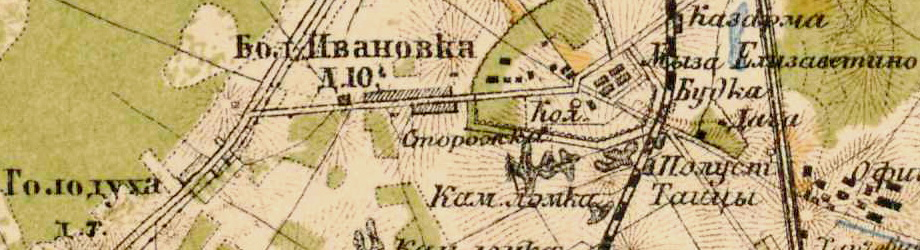
План деревни Большая Ивановка. 1885 год

В 1885 году деревня Большая Ивановка и расположенная при ней мыза Елизаветино насчитывали 10 дворов.
В конце XIX — начале XX века деревня административно относилась к Староскворицкой волости 3-го стана Царскосельского уезда Санкт-Петербургской губернии.
К 1913 году количество дворов уменьшилось до 5.
С 1917 по 1922 год деревня Большая Ивановка входила в состав Аропаказского сельсовета Старо-Скорицкой волости Детскосельского уезда.
С 1922 года в составе Елизаветинского сельсовета.
С 1923 года в составе Гатчинского уезда.
С 1924 года в составе Таицкого сельсовета.
Согласно данным переписи населения СССР 1926 года в деревне Ивановка Большая Таицкого сельсовета Староскворицкой волости Троцкого уезда проживали 109 человек, русские, финны, эстонцы и латыши.
С 1927 года в составе Красносельской волости.
В 1928 году население деревни Большая Ивановка составляло 180 человек.

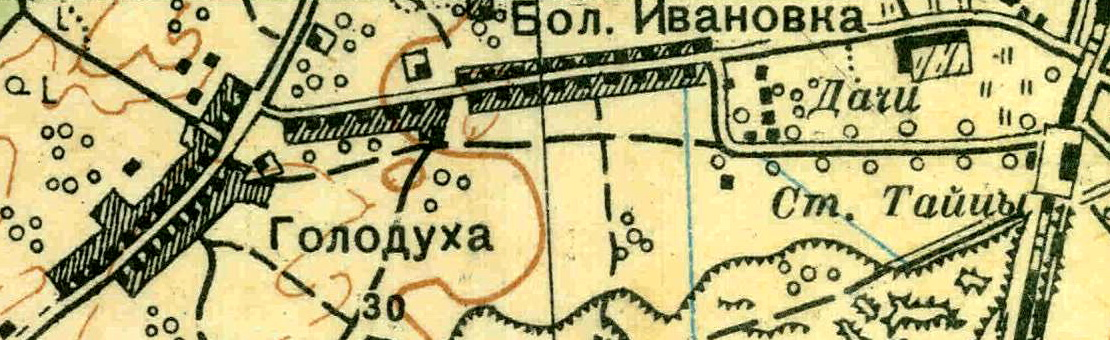
План деревни Большая Ивановка. 1931 год

По данным 1933 года деревня Большая Ивановка входила в состав Таицкого сельсовета Красногвардейского района.
C 1 августа 1941 года по 31 января 1944 года деревня находилась в оккупации.
В 1958 году население деревни Большая Ивановка составляло 277 человек.
По данным 1966 и 1973 годов деревня Большая Ивановка входила в состав Большетаицкого сельсовета.
По данным 1990 года деревня Большая Ивановка находилась в административном подчинении Таицкого поселкового совета.
В 1997 году в деревне проживали 738 человек, в 2002 году — 681 человек (русские — 81%), в 2007 году — 721.

## География
Деревня расположена в северной части района на автодороге 41К-500 (спецподъезд № 1).
Расстояние до административного центра поселения, посёлка городского типа Тайцы — 0,7 км.
Деревня находится близ железнодорожной станции Тайцы.

## Демография
| 1862 | 2007 | 2010 | 2017 |
| ---- | ---- | ---- | ---- |
| 25   | ↗721 | ↗869 | ↘824 |

### Национальный состав
Согласно данным Всероссийской переписи населения 2021 года в деревне проживали 449 человек, из них:
 русские — 392, армяне — 21, финны-ингерманландцы — 16, таджики — 4, татары — 4, белорусы — 2, немцы — 2, грузины — 1, другие национальности — 2 человека, остальные национальность не указали.

## Улицы
Зелёный переулок, Карьерная, Крайняя, Лесной переулок, Музыкальный переулок, Песочная, 1-й Полевой переулок, 2-й Полевой переулок, Совхозный переулок, Солнечный переулок, Средний переулок, Средняя, Ушаковская, Ушаковский переулок, Цветочная, Юбилейная, Южная.